# Ples
Ples je ritmično pokretanje tijela prema ritmu glazbe (rjeđe bez glazbe), pojedinačno, u parovima ili u skupinama. Ples prati čovjeka od pamtivijeka, a još i crteži u spiljama pokazuju čovjeka kako pleše. U svojim počecima, ples je bio motorička reakcija na određene emocije, na pojačano veselje, strah, žalost, ljubav ili mržnju. Motoričke reakcije na ta uzbuđenja bili su živahni, iracionalni, ali vrlo izraženi sljedovi pokreta i izraza lica, koji su višekratnim uzastopnim ponavljanjem poprimili određeni ritmički obrazac i pretvorili se u ples.

## Plesne forme
- Balet
- Jazz dance
- Suvremeni ples
- Društveni plesovi
- Step
- Folklor
- Street Dance
- Športski ples

## Moderni, društveni, i športski plesovi
U dugoj tradiciji plesova se neki folklorni plesovi - iz različitih razloga - u modificiranoj varijanti prenose iz naroda u "više slojeve društva", postaju općeprihvaćeni, i izdvajaju se u novu kategoriju pod nazivom "društveni plesovi". U početku u tu kategoriju spadaju razni dvorski plesovi, a tek preseljenjem valcera iz folklora među plemstvo - što je zbog međusobne bliskosti plesača i plesačice bio svojevrstan skandal - započinje era modernih društvenih plesova. Moderni društveni plesovi su uz rijetke izuzetke plesove u paru, bazirani na popularnoj glazbi.
Danas društvene plesove možemo podijeliti na više načina. Podjela prema kategorijama natjecanja je vrlo česta, ali je i među najmanje točnima - neki su plesovi "zalutali" u "pogrešne" kategorije (primjerice u natjecateljske "latino-američke" plesove se svrstava jive, koji nije latino, te paso doble, koji nije američki ples), a u nekim natjecateljskim sustavima se nerijetko neki plesovi dodaju, ili izbacuju, već prema interesu natjecatelja i publike (show-dance natjecanja). Nadalje, uvijek postoji dvojba, da li da se plesove dijeli prema srodnosti u glazbi, ili prema indentičnosti u koraku i pokretu, jer su i jedno i drugo bitni sastavni dijelovi plesa, a te podjele nisu uvijek u skladu.
Možda bi najbolja podjela društvenih plesova mogla biti ona prema njihovom zemljopisnom, vremenskom i kulturuloškom podrijetlu:
Klasični (europski) društveni plesovi:
- Valceri (Bečki valcer, Engleski valcer, Boston-vals, Country-vals, itd.)
- Grupa foxtrot-plesova (Quickstep, Slowfox,...)
- Klasični tango
- One-step, Two-step i slični stari plesovi
- Blues
- itd.

Boogie- (ili swing-) plesovi:
- Lindy-hop
- Stomp (ili Stump)
- Jitterbug
- Boogie-woogie
- Swing-step
- Shag
- West-Coast swing
- East-Coast swing
- Jive
- Rock'n'Roll (u raznim varijantama, od "salonskog" do akrobatskog)
- Hustle
- Disco fox
- itd.

Latino-američki plesovi:
- Bolero (i kao njen derivat, sportska rumba)
- Cha-cha-cha
- Mambo
- Salsa
- Cuban rumba
- Merengue
- Bachata
- Pachanga
- Cumbia
- Samba
- Paso doble
- itd.

Standardni plesovi:
- Engleski valcer
- Tango
- Bečki valcer
- Fokstrot
- Slowfox
- Quickstep
- Argentinski tango

Tradicionalni plesovi
- Polka (kao društveni ples)
- Western Polka (ili Country-Polka)
- Meksički valcer
- Balun
- itd.

Pomodni plesovi:
- Charleston
- Shimi
- Twist
- Boogaloo
- Calypso
- Bossa-nova
- Lambada
- Reggaeton
- itd.

Street Dance:
- Locking
- Popping
- Breakdance
- Hip Hop
- Mtv Jazz
- House
- Krump
- itd.

Ovaj popis ni u kojem slučaju ne može biti konačan, s obzirom na to da je plesova bezbroj: neki isti plesovi nose i više imena (npr. neki od božice plesova), ponekad i različiti plesovi nose isto ime (npr. hustle), neki plesovi jednostavno i nemaju imena (npr. ples u paru Fred Astairea), neki su na granici društvenog plesa i folklora (npr. cuban-rumba), iz nekih stilova pojedinih plesova se izrodi novi ples (opet boogie), kod nekih se zapravo radi o mješavini raznih plesova (salsa), neki u drugim dijelovima svijeta dobiju sasvim novi karakter (brazilski tango). Ukratko, ples je živa materija, koja se razvija zajedno s ljudima koji se njome bave, i samim tim će popis i kategorizacija svih plesova uvijek biti nedovršeni.